# Piet van Mever

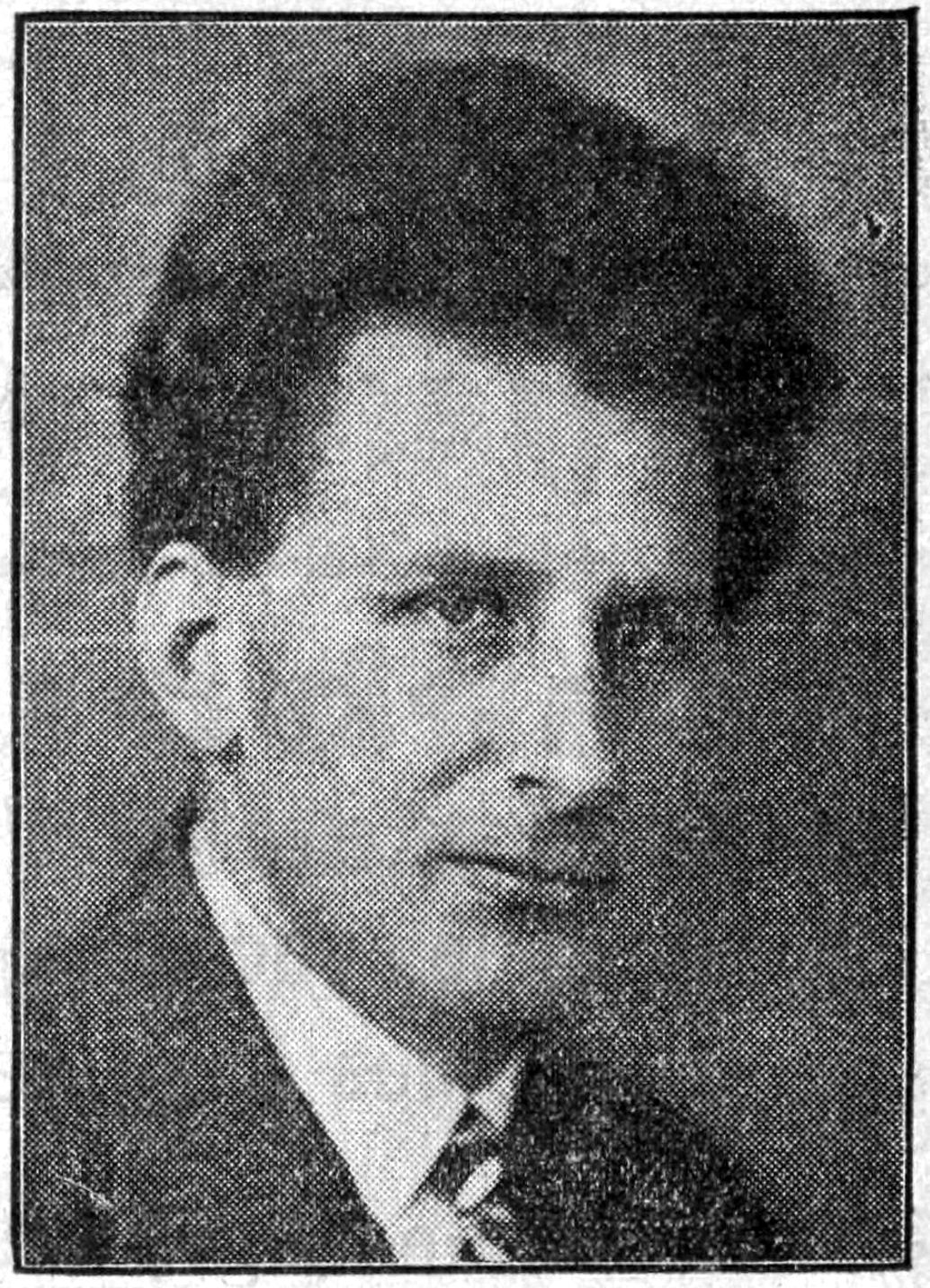
P.A. van Mever, dirigent van Harmonie vereniging Excelsior te Wormerveer, 1931. Foto uit De Zaanlander, 27-06-1931.

Pieter Adriaan (Piet) van Mever (Zaandam, 27 januari 1899 – Krommenie, 11 mei 1985) was een Nederlands componist, muziekpedagoog en dirigent.

## Levensloop
Van Mever was zoon van onderwijzer Pieter van Mever en Hendrina Catharina Pos. Zijn tweelingbroer Arie van Mever was kunstenaar. Hijzelf was getrouwd met Barbera Christina Leguijt.
Samen met zijn tweelingbroer begon hij op negenjarige leeftijd viool te spelen. Elf jaar later werd hij ingedeeld voor de militaire dienst bij de stafmuziek van de Marine in Den Helder. Hij studeerde muziek bij diverse leraren zoals viool bij Louis Zimmermann, toen 1e concertmeester van het Concertgebouworkest. compositie, instrumentatie en orkestdirectie studeerde hij bij Cornelis Dopper. Later studeerde hij aan de Universität für Musik und Darstellende Kunst "Mozarteum" Salzburg bij Paul Amadeus Pisk twaalftoonstechniek.
In 1929 werd hij muziekleraar en was tegelijkertijd dirigent van onder anderen de Koninklijke Harmonie Excelsior Wormerveer, het Stedelijk Orkest Purmerend (fanfare), het Zaans Kamerorkest (vanaf 1930) en diverse koren. Tijdens een concours van het Stedelijk Orkest Purmerend maakte hij kennis met Eduard Flipse, die hem in 1941 de functie als tweede dirigent van het Rotterdams Philharmonisch Orkest aanbood. Gedurende de moeilijke oorlogsjaren alsook in de periode van opbouw na de oorlog heeft hij tot 1949 talrijke concerten van dit orkest met veel nieuwe, maar vooral Nederlandse muziek gedirigeerd. Toen Flipse bij het orkest terugkwam, stopte van Mever met zijn werkzaamheden als tweede dirigent van het Rotterdams Philharmonisch Orkest.
In 1949 kreeg hij een baan bij de Rotterdamse Kunststichting en de toenmalige Kunstcommissie van de jeugd. Met diverse ensembles verzorgde hij een groot aantal jeugdconcerten op middelbare scholen in Rotterdam en Vlaardingen. In verband met deze activiteiten werd hem de opdracht verleend toneelmuziek te schrijven voor klassieke Nederlandse toneelstukken, die in het Openluchttheater Dijkzicht werden uitgevoerd.
Hij was dirigent van het Haags Symfonieorkest, de Koninklijke Harmoniekapel Delft (1954-1964), het KLM Kamerorkest en de Shell Harmonie. Verder was hij leider van de landelijke opleiding voor harmonie- en fanfaredirigenten, de zogenoemde Lispetcursus.
Van 1958 tot 1968 was hij docent voor directie en instrumentatie harmonie- en fanfareorkesten aan het Utrechts Conservatorium. Tot zijn leerlingen behoren onder anderen Aart Beijen, Jillert Cammenga, Harm Evers, Theo Jacobs, Piet Kee, Jacques Reuland en Arie Stolk. Hij is auteur van het Leerboek der instrumentatie voor harmonie- en fanfareorkesten en de Beknopte geschiedenis van het blaasorkest. Van 1949 tot 1979 was van Mever voorzitter van de Bond van Orkestdirigenten (BvO). Hij was lange jaren lid van het bestuur van de Nederlandse Toonkunstenaarsraad. In 1978 ontving Van Mever de Penning van de Leuve van de Rotterdamse Kunststichting. Al eerder was hij benoemd tot ridder in de Orde van Oranje-Nassau.

## Composities
Als componist schreef hij vele werken voor harmonie- en fanfareorkest.

### Werken voor harmonie- of fanfareorkest
- 1933 Holland Ouverture
- 1937 Vijf Koralen
- 1938 Rood en Geel, mars
- 1940 Suite in drie delen
  1. Prelude
  2. Variaties (over een oud-Duitsch liedje)
  3. Danse champêtre
- 1951 Reinaert Suite
- 1951 Ouverture Fridolin
- 1954 Zomerland
  1. Morgenzang – Chant du matin
  2. Wandeling – Promenade
  3. Vogelnest – Nid d'oiseau
  4. Dans der dorsvlegels – Danse des fléaux
- 1957 Vier Bagatellen
  1. Andante Religioso
  2. Allegro giocoso
  3. Andante grazioso
  4. Allegro ma non troppo
- 1958 Avondmuziek, serenade
- 1958 Defilé International, mars
- 1961 Arcadia Volkstänze
- 1963 Wachet auf, ruft uns die Stimme koraalfantasie
- 1963 Suite Brêve
- 1964 Airs de Fête – Feestelijke stemmingen
  1. Prelude Solennel
  2. Nocturne
  3. Rondo Classiqe
- 1964 Praetorius Suite
  1. Branle simple
  2. Spagnoletta
  3. Gaillarde
  4. Branle gay
- 1968 Metro Mars
- 1971 Musica Seria
  1. Moderato maestoso
  2. Andante con espressivo
  3. Allegro ma non troppo
- 1972 Spaans Nederlandse dans bij een oud-Hollands blijspel
- 1972 Melodioso Suite
  1. Feestelijk begin
  2. Ernstig tussenspel
  3. Vrolijk slot
- 1974 Variaties voor Harmonieorkest
- Musis sacrum

### Vocale muziek

#### Werken voor koor
- 1961 Heere, God van hemelrijken, voor gemengd koor – tekst: Guido Gezelle
- Des morgens, voor gemengd koor a capella – tekst: Gijsbertus Wilhelmus Lovendaal

### Kamermuziek
- 1970 Fantasie, voor klarinet en piano
- Sonatine, voor 4 blaasinstrumenten
- Trois pièces faciles, voor bugel (of kornet, trompet, bariton) en piano

## Publicaties
- Leerboek der instrumentatie voor harmonie en fanfare orkest, Roosendaal, Tierolff muziekuitgeverij, 2 delen (deel 1: De samenstelling van het blaasorkest; deel 2: Orkestratie)
- Beknopte geschiedenis van het blaasorkest, Wormerveer : Molenaar's Muziekcentrale, (1e dr. 1974), 1983. 53 p. ISBN 978-9-070-62805-5